# Scheerders-Van Kerchove
Scheerders-Van Kerchove, SVK nv, is een Belgisch bedrijf actief in de productie en verdeling van bouwmateriaal. De historische familiale steenbakkerij is gevestigd in Sint-Niklaas in de provincie Oost-Vlaanderen. Anno 2020 heeft het bedrijf twee productie-afdelingen: één voor vezelcementproducten zoals golfplaten en leien, en een tweede voor architectonisch beton. Daarnaast verdeelt het bedrijf bouwmaterialen.

## Geschiedenis
Het bedrijf werd in 1905 opgericht door Leon Jean Colette Marie Scheerders en zijn vrouw Camilla van Kerchove. De familie Scheerders stamt uit de katholieke burgerij. De oude steenbakkerij bakte stenen uit eigen ontginning, hiervoor werden verschillende kleiputten gegraven. Gedurende het interbellum kende het bedrijf een gestage groei. Anno 2016 is dit bedrijf nog steeds een familiale onderneming. Leon Scheerders had geen mannelijke afstammelingen. Het bestuur werd waargenomen door de erfgenamen van de familie Scheerders-de Schryver.
Na de dood van Leon Scheerders volgde zijn schoonzoon August de Schryver-Scheerders hem op als directeur.
In 2024 nam Stones NV, eigendom van zakenfamilies Aertssen en Beerens, SVK over, voor 13,5 miljoen euro.
In januari 2025 werd de sluiting van de productiesite in Sint-Niklaas aangekondigd waardoor 79 van de 117 werknemers hun job verliezen.

## Patrimoniaal bezit
Doorheen haar bestaan groeide het bedrijf uit tot een geheel van industriële gebouwen, waarvan sommige onderdelen bekend zijn omwille van hun erfgoedwaarde. Zo zijn er op het domein nog tal van oude rails, waar vroeger treinen en wagons reden met klei.
Tot het industrieel erfgoed behoren 2 oude kleibaggeraars, die momenteel ernstig bedreigd zijn. Sinds een tiental jaren wordt er immers geen klei meer ontgonnen, en is de productie van baksteen stopgezet door de raad van bestuur.
Daarnaast is het bedrijf gekend voor haar oude kleiputten, waar vroeger de bevolking van Sint-Niklaas kon gaan zwemmen. Anno 2024 is het zwemmen verboden, maar de duikplank staat er nog steeds.

## Asbestafval
De kleiputten werden gebruikt als stortplaats, onder meer voor asbestafval. SVK werd veroordeeld voor "onzorgvuldig omspringen met asbestafval", zowel tegenover werknemers en buurtbewoners. Dit betekende het einde van de stortactiviteiten. Er zijn plannen om de onderbenutte zone, dicht bij het centrum van Sint-Niklaas, een nieuwe functie te geven.

## Galerij

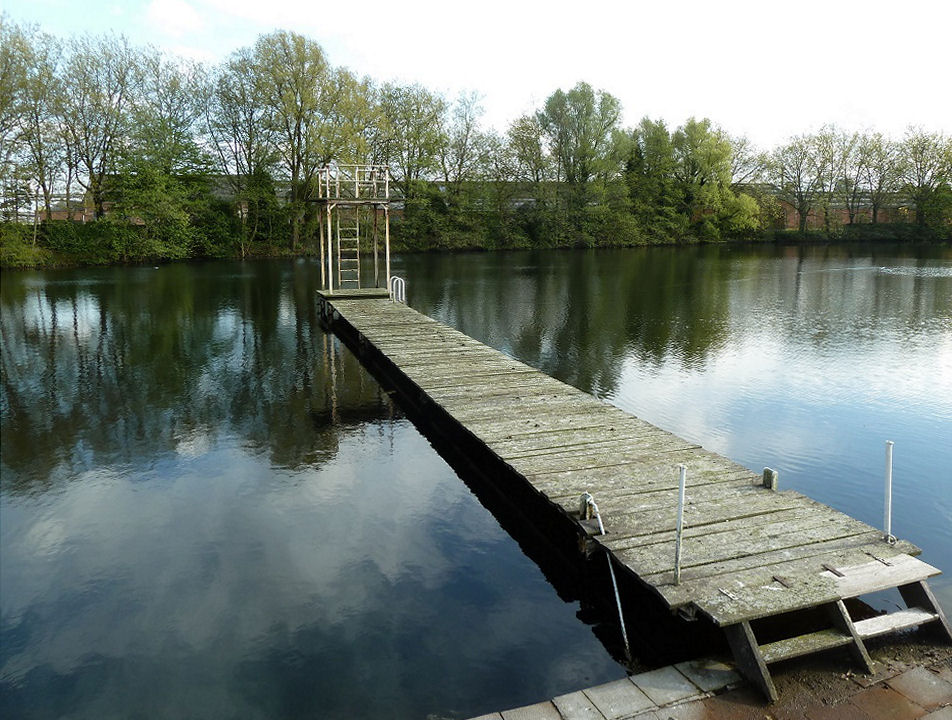
De historische springplank, met de gevulde kleiputten, is de oudste van Sint-Niklaas.
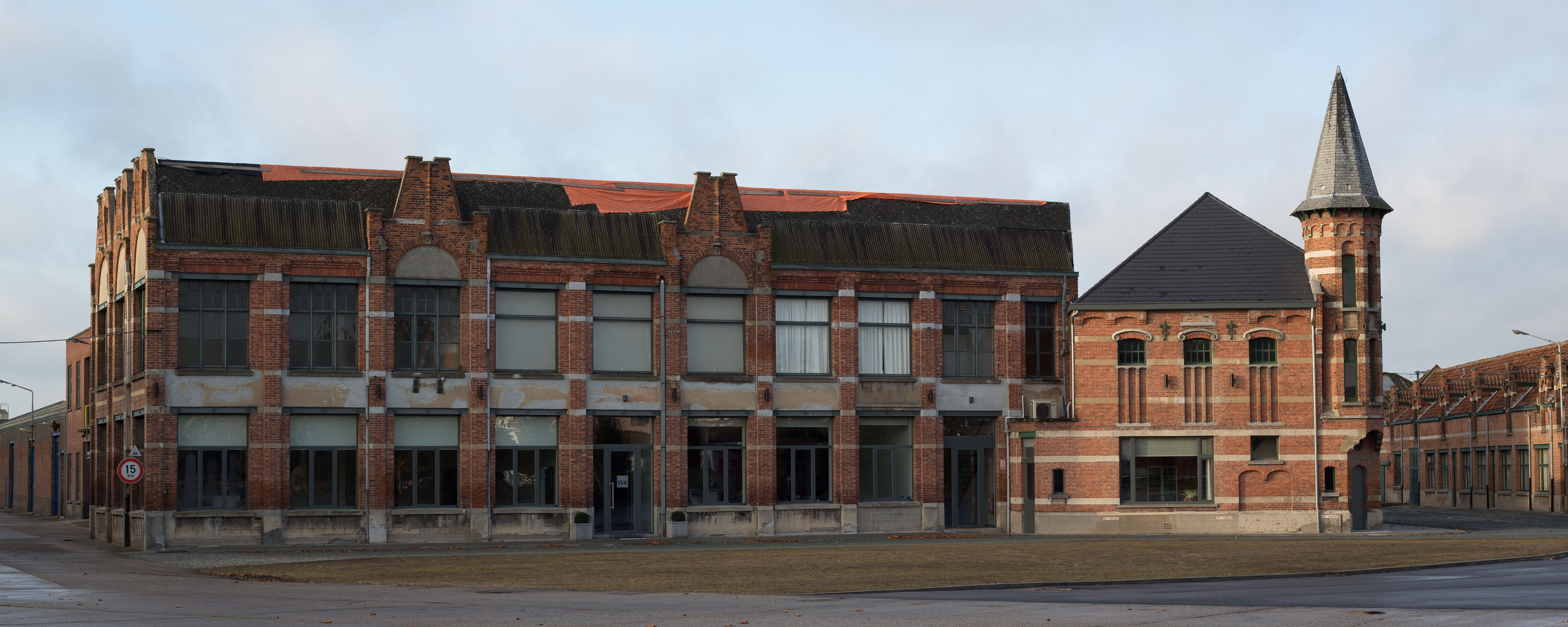
Verschillende gebouwen uit begin 20e eeuw.
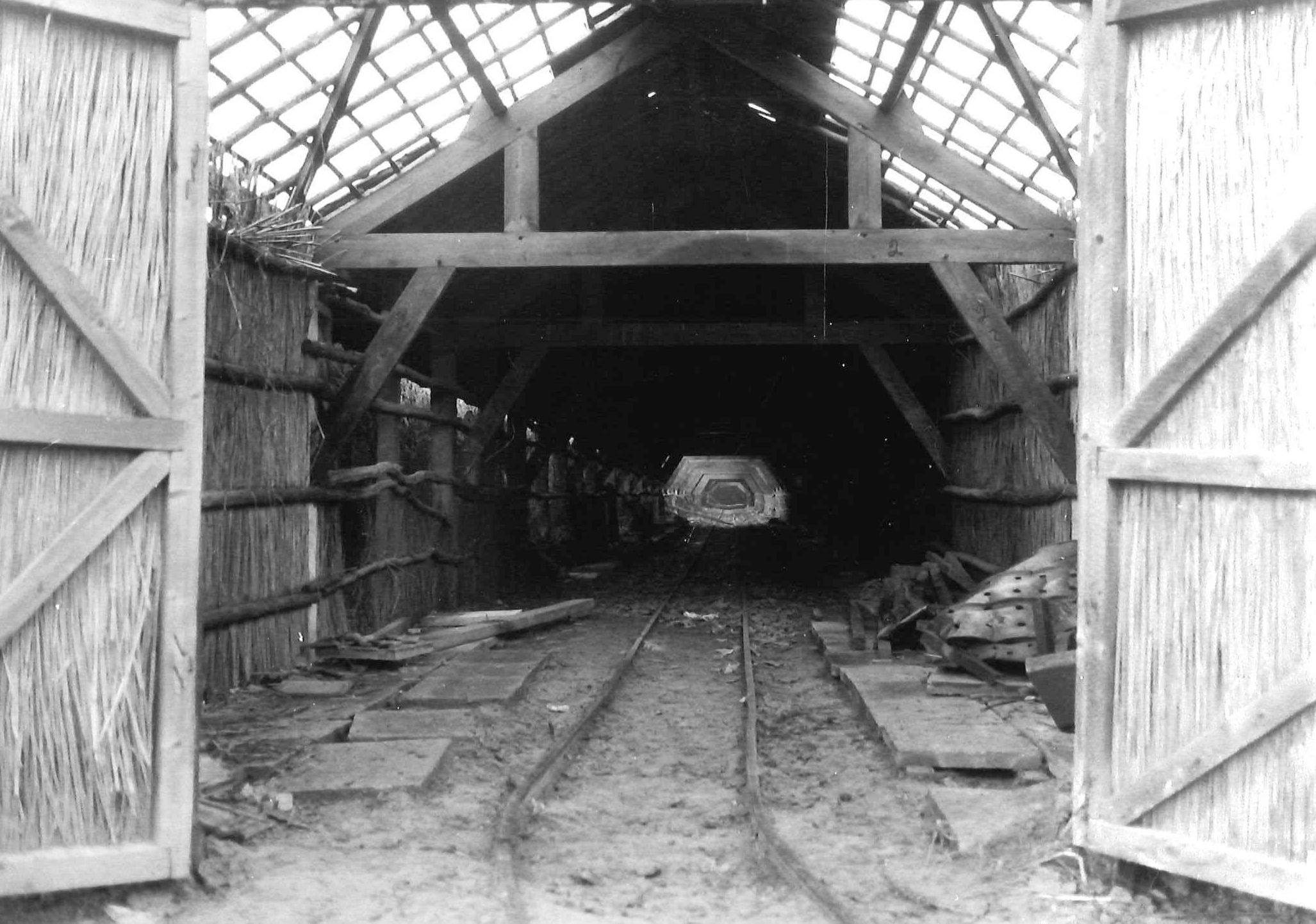
De gronden bevatten waardevol industrieel erfgoed.